# Conselho das Câmaras Portuguesas de Comércio no Brasil
O Conselho das Câmaras Portuguesas de Comércio no Brasil congrega as Câmaras de Comércio Brasil-Portugal, no Brasil.
A abertura econômica que o Brasil atravessou durante a década de 90 multiplicou as áreas de investimento e estendeu, para além da região sudeste do Brasil, os cinturões do investimento, provocando o nascimento de novos focos de interesse estrangeiro no Brasil.
As Câmaras de Comércio e os seus sócios são agentes dessa relação difusa entre o Brasil e Portugal, que transcende a ação de governos, porque mantém vínculos estratégicos e transversais de norte a sul do Brasil, que alcança onde a diplomacia de Estado, por ser uma instância formal, pode ter dificuldade em chegar. As Câmaras Portuguesas de Comércio têm auxiliado pequenos empresários portugueses que desembarcam, muitas vezes, carentes de informação, acelerando, sobretudo, a formação de uma rede de contatos extremamente útil a todos.